# Roland Repiský
Roland Repiský (* 30. května 1990, Košice) je slovenský fotbalový brankář, v současnosti působí v MFK Košice.

## Fotbalová kariéra
Svoji fotbalovou kariéru začal v Šaca. Od dorostu působí v MFK Košice, kde se v roce 2009 dostal do prvního týmu, kde ale vykonává pozici druhého respektive třetího brankáře.